# Нэнси Дрю. Проклятие старого замка
«Нэнси Дрю. Проклятие старого замка» (англ. Nancy Drew: The Captive Curse) — компьютерная игра-квест, двадцать четвёртая из серии «Нэнси Дрю». Создана компанией Her Interactive. Сюжет основан на 64-й книге о приключениях Нэнси Дрю — «Пленённый свидетель» (англ. Captive Witness) 1981 года.

## Сюжет
Вот уже несколько столетий среди почтенных баварских бюргеров ходит легенда о жутком чудовище, что обитает в окрестностях старинного замка Финстер. Говорят, временами оно выходит на охоту и не успокаивается, пока не настигнет новую жертву. А ещё некоторые утверждают, что под покровом тьмы в лесной чаще возле замка движется нечто крупное и зловещее.
Составьте компанию легендарной Нэнси Дрю и проведите своё расследование этих невероятно интригующих событий. Вас ждут коридоры и залы древнего баварского замка, лабиринты потайных ходов, ценные улики и подозреваемые. Знаменитая девушка-детектив не боится ничего на свете, и это известно всем.

## Разработка
21 мая 2011 года открыта официальная страница игры на сайте Her Interactive, на которой была анонсирована дата выхода игры — 28 июня 2011 года, а также даты предзаказа — с 1 по 15 июня 2011 года. Осуществившие предзаказ получали «Специальное издание» Nancy Drew: The Captive Curse, в которое вошёл ряд бонусов. 10 ноября 2011 года игра вышла полностью на русском языке в России.

## Отзывы
| Сводный рейтинг          | Сводный рейтинг |
| Агрегатор                | Оценка          |
| ------------------------ | --------------- |
| GameRankings             | 76,67 %         |
| MobyRank                 | 76 (Win)        |
| Иноязычные издания       |                 |
| Издание                  | Оценка          |
| Adventure Classic Gaming | 5 из 5          |
| AdventureGamers          | 3,0             |